# Alan McLoughlin
Alan McLoughlin (Manchester, 20 de abril de 1967 — 4 de maio de 2021) foi um ex-futebolista profissional irlandês, meio campo, que disputou duas Copas do Mundo. Apesar de ter sido submetido a cirurgia renal em 2012, McLoughlin divulgou em março de 2021 que foi diagnosticado com câncer — na qual espalhou-se para os rins, caixa torácica e pulmão —, não resistindo ao ocorrido.

## Carreira
Alan McLoughlin integrou a histórica Seleção Irlandesa de Futebol da Copa do Mundo de 1990. 